# Achtung, die Kurve!
Achtung die Kurve, IPCurve, Zatacka, eller helt enkelt bara Achtung, är ett gratis multiplayerspel för 1 till 6 spelare från 1995. Filip Oscadal, mest känd som Fred Brooker, från Tjeckoslovakien skapade spelet tillsammans med Kamil Dolezal för Amiga. Spelet har överlevt eftersom det sprids mellan entusiaster. Det har vissa likheter med spelet Snake, men istället för att jaga småkryp och äta upp dem är målet i Achtung die Kurve att lyckas överleva längst utan att krocka med sig själv, motspelare eller väggarna.  

## Spelet
I spelet är man en mask som oftast benämns som en Kurve, denna Kurve styrs med två knappar. En för att svänga höger och en för att svänga vänster. Det grundläggande målet med spelet är att vara kvar längst i varje spelrunda. Detta uppnås genom att undvika kollision med sin egen/andras Kurve eller väggarna. Hål av varierande storlek skapas i Kurven med slumpvisa mellanrum. Vissa spelare har tagit spelet till en annan nivå genom att istället för att köra vanliga matcher håller uppvisningar genom att styra sin Kurve genom så många hål som möjligt. Att åka genom ett hål kallas av vissa att "haxa" - det finns även spelare som pratat om en s.k. "superhaxning" som skulle gå ut på att man själv skulle skapa ett hål precis när man är på väg att styra sig in i en Kurve så att man skulle åka igenom. Denna "superhaxning" är ett av många vapen man kan välja mellan. Maskarna är i färgerna blå, gul, röd, lila, orange och grön. I nyare och utvecklade versioner är det möjligt att ställa in färgerna själv.
Man vinner genom att bli den längsta masken.
Vidare kan man utveckla spelet. Till exempel kan man utveckla det till ett lagspel, där alla bygger så kallade "Bullar". Detta innebär att du, efter att du startat, börjat åka runt din startprick och formar en kanelbulle. Detta kallas att Kanelbulla. Efter att spelarna gjort detta börjar man sakta men säkert att "väva". Detta innebär att ni börjar göra en gemensam bulle. Efter ett tag är det dags att försöka nå in till den gemensamma bullens mitt, kärnan. För att nå dit kan man antingen penetrera, det vill säga att åka genom hål som maskarna bildat. Det andra man kan göra är att "nästla" sig tillbaka. Det menas att man vänder och åker tillbaka samma väg som man kommit ifrån. Nu är målet dock inte att förstora själva bullen utan att åka tillbaka in i kärnan.
Spelet blev utsett till världens bästa spel genom tiderna av "PC Gamer" (2003).

## Nyare versioner
Det finns en ny och mer utvecklad version, där man bland annat kan spela online, spela med bots och använda olika specialkrafter. Den heter IPCurve.
Det finns även versioner som i utvecklingen ligger mellan ipcurve och originalet. I ett av dessa så har bland annat specialkrafter tillkommit för att göra spelet mera livfullt. Dessa är de tillgängliga specialarna:
- Kaninen, en specialare som får kurven att köra extra snabbt under en viss sträcka. Mycket effektiv för att ta kål på andra maskar.
- Snigeln. Denna specialare är en specialare som är motsatsen till föregående och denna gör alltså att man åker extra långsamt vilket kontrar kaninen. Eftersom man med denna kan köra långsammare så är även tvära svängar möjliga. Detta är därför en defensiv specialare.
- Rätvinkeln. Denna kraft är mycket speciell då den har tagits bort från ipcurve, men finns kvar i mellanversionerna. Den gör det möjligt för en kurve att svänga så tvärt som 90 grader. Det är svårt att säga om denna kraft är en aggressiv eller defensiv eftersom den kan användas i båda syftena. Om man vill döda en mask som man kör parallellt med och lite före så kan man göra en rätvinkel mot den andra som då inte hinner svänga. Om en motståndare med kraften väggen använder sin specialare är det dock enkelt att undvika denna med hjälp av rätvinkeln.
- Väggen fäller ut korta väggar på vardera sida om sig och är mycket effektiv när man kör kattens lek. Enbart aggressiv specialare.
- Teleporten gör det möjligt för en mask att köra in i ena kanten och komma ut på motsatt kant av planen. Kan användas som överraskningsmoment i kattens lek samt som defensiv specialare.
- No-hole är en kraft som gör att masken i fråga inte släpper några håll efter sig.
- Skjutaren gör hål i eventuella maskar som är i vägen för ens egen mask.
- Vidgaren gör att hål man kör mot blir större vilket gör att man enklare kommer igenom.
- Hål skapar ett hål i ens egen mask. Kan om man är duktig på att använda den användas till att hoppa över andra maskar. Den kan också användas på liknande sätt som kaninen om man har flera stycken och använder dem snabbt efter varandra.
- Bullen finns enbart i ipcurve. Gör att man under en tid växer och får en bredare mask som sedan krymper igen. Historiken bakom detta ligger i hur en orm ser ut efter att den har svalt en råtta.